# 裳掛村
裳掛村（もかけそん）はかつて岡山県邑久郡にあった村。現在の瀬戸内市邑久町虫明、同市邑久町福谷。

## 概要
地名の由来は間口集落の入江にある裳掛岩という岩が由来。

### 地理

#### 島
- 木島
- 長島
- 段島

### 行政
- 裳掛出張所
- 国立療養所長島愛生園

### 教育
- 裳掛小学校
- 裳掛こども園

### 交通
- 岡山ブルーライン
  - 虫明インターチェンジ
  - 大平山インターチェンジ
- 道の駅
  - 黒井山グリーンパーク

### 産業
- 牡蠣

## 沿革
- 1889年（明治22年）6月1日 - 町村制により虫明村、福谷村が合併して裳掛村が発足。
- 1958年（昭和33年）4月1日 - 邑久町に編入される。